# Киларни
Киларни (енгл. Killarney, ир. Cill Airne) је град у Републици Ирској, у југозападном делу државе. Град је у саставу округа округа Кери и представља други по величини и значају град округа.

## Природни услови
Град Киларни се налази у југозападном делу ирског острва и Републике Ирске и припада покрајини Манстер. Град је удаљен 300 километара југозападно од Даблина. 
Киларни је смештен у бреговитом подручју југозападне Ирске. Град се развио у подножју највише планине на острву, планине Мекгилкади Рикс. Непосредно западно од града налази се Линско језеро. Надморска висина средишњег дела града је 35 метара.
Клима: Клима у Киларнију је умерено континентална са изразитим утицајем Атлантика и Голфске струје. Стога град одликује блага и веома променљива клима.

## Историја
Подручје Киларнија било насељено већ у време праисторије. Дато подручје је освојено од стране енглеских Нормана у крајем 12. века. Тада се ту образује трговачко насеље.
Током 16. и 17. века Киларни је учествовао у бурним временима око борби за власт над Енглеском. Ово је оштетило градску привреду. Међутим, прави суноврат привреде града десио се средином 19. века у време ирске глади.
Киларни је од 1921. године у саставу Републике Ирске. Опоравак града започео је тек последњих деценија, када је Киларни поново забележио нагли развој и раст.

## Становништво
Према последњим проценама из 2011. године. Киларни је имао 13 хиљада становника у граду и близу 17 хиљада у широј градској зони. Последњих година број становника у граду се повећава.

## Привреда
Киларни је био традиционално занатско и трговачко средиште.
Последњих деценија градска привреда се махом заснива на туризму, који е развија захваљујући очуваној традицији и веома богатој природи. Данас је град са околином једно од најважнијих туристичких одредишта у Ирској, а по броју лежаја је одмах после Даблина.

## Збирка слика
- Градска саборна црква
- Рос Мекрос
- Баште Мекрос
- Линско језеро, уз град Киларни